# Журомський Іван Іванович
Іва́н Іва́нович Журо́мський (нар. 13 березня 1916, Старий Довськ, Рогачовський повіт, Могильовська губернія, Російська імперія (нині Рогачовський район, Гомельська область, Білорусь) — 20 липня 1982, Київ, УРСР, СРСР) — радянський український баяніст і педагог. Кавалер ордену Червоної Зірки. Заслужений артист УРСР (1973).

## Життєпис
1935 — викладач по класу баяну у Київській вечірній робітничій консерваторії.
1937 — закінчив музичне училище в Києві (клас баяну Олександра Пилиповича Магдика).
1937—1939 — учасник дуету баяністів з Миколою Різолем.
1939—1978 — учасник квартету баяністів (партія баса-баритона) з Миколою Різолем і сестрами Марією і Раїсою Білецькими.
З 1945 — викладач по класу баяну і завідувач відділом народних інструментів Київського музичного училища імені Рейнгольда Глієра.
Серед його учнів: В. Бесфамільнов, М. Коцюба, З. Альошина, І. Шепельський, В. Дейнега, В. Редько.
З листопада 1953 по лютий 1954 — виконувач обов'язків директора Київського музичного училища імені Рейнгольда Глієра.
1961 — закінчив Київську консерваторію (клас баяну Марка Геліса).
Лауреат Першого республіканського конкурсу естрадного мистецтва (Київ, 1950, 2-я премія).
Автор перекладень для баяну і квартету баянів. Укладач навчальних програм.
Залишив грамзаписи.

## Родина
Дружина — баяністка Марія Григорівна Білецька (1924—2006), учасниця Квартету баяністів Миколи Різоля (перший баян), заслужена артистка УРСР.